# 西日本短期大学
西日本短期大学（にしにほんたんきだいがく、にしにっぽんたんきだいがく、英語: Nishinihon junior collegeまたはNishi-Nippon Junior College）は、福岡県福岡市中央区福浜1-3-1に本部を置く日本の私立大学。1948年創立、1957年大学設置。大学の略称は「西短（にしたん）」。

## 概観

### 大学全体
- 福岡県福岡市中央区に所在する日本の私立短期大学で、設置主体は学校法人西日本短期大学[1]。
- 1957年に九州労働短期大学として開学し、昼間部、夜間部各1学科体制となっていた[2]。元々は、法学科と緑地環境学科（造園科から名称変更）のみの学科体制となっていたが、社会福祉・保育・健康スポーツコミュニケーション学科さらにメディアプロモーション学科が設置されたことで計6学科を擁する総合短大として発展している。

### 建学の精神（校訓・理念・学是）
- 西日本短期大学における「建学の精神」は「宇宙精神」・「報恩感謝」となっている。

### 教育および研究
- 西日本短期大学に設けられている学科は6学科ある。
  - 法学科は、起源となっている「学生の街大憲塾」を母体として設置され、最初に設置された学科で、全国的にも珍しい短大の学科として広く知られており、公務員や宅地建物取引士など法律に関する資格取得に向けた教育に力をいれている。学位に付記される専攻分野の名称は「法学」。
  - 緑地環境学科は、全国の短大の中でもランドスケープを学ぶという数少ない高等教育機関となっており福浜キャンパスと実習場のある二丈キャンパスで学ぶことになる。二丈キャンパスは実際の自然にふれながら、創造力を身につけるために設けられたキャンパスで、実践的なカリキュラムが豊富で実社会において必要とされる資格試験の合格に力をいれている。自然環境デザインコースは、自然環境を地球規模で考え、身近な地域を保全し、緑を通して持続可能な社会を築くエキスパートを育成すること、造園芸術コースは、植物の知識から材料の特性まで幅広く学び、日本庭園の設計・施工に関するすべてを習得すること、ガーデンデザインコースは、ガーデニング・庭づくりができる人材を育成することをそれぞれコンセプトとしている。学位に付記される専攻分野の名称は「造園学」。
  - 社会福祉学科では、介護職として必要な諸科目が開講されている。学位に付記される専攻分野の名称は「社会福祉学」。
  - 保育学科では、｢子育て支援｣・｢ノーマライゼーションの実践｣・｢リーガルマインドの育成｣・｢癒しの技法の理解・習得｣・｢国際感覚の育成｣に重点をおいた教育が行なわれているほか｢園芸療法｣・｢保育園芸｣・｢介護技術演習｣・｢国際文化研修｣などの学科の領域を越えた科目が開講されている。学位に付記される専攻分野の名称は「幼児保育学」
  - 健康スポーツコミュニケーション学科では、スポーツをベースとして健康と福祉に関する諸科目を学ぶものとなっている。学位に付記される専攻分野の名称は「スポーツ福祉学」。
  - メディアプロモーション学科は、明確に＜表現者－モデル・女優・タレント－の領域＞に焦点を定めた日本で唯一の学科となっている。学位に付記される専攻分野の名称は「メディア法学」。

### 学風および特色
- 西日本短期大学は法学系の学科が設置当初からある関係上、法律に関連する科目が全学科において設けられているのが特色となっている。また、学内に資格支援室として「大憲塾」がある。

## 沿革
- 1948年
  - 12月 福岡県福岡市中央区に勉学修道場として「大憲塾」が開設される
- 1955年
  - 3月 各種学校の認可を受ける。大憲塾法学院に改称[注 1]
- 1957年
  - 3月15日 左記を以て文部省[注 2]より短期大学の設置が認可される[4]。
  - 4月1日 九州労働短期大学（きゅうしゅうろうどうたんきだいがく）が以下の学科体制にて開学する[注 3]。
    - 法科
      - 第一部[注 4] 入学定員150名
      - 第二部 入学定員150名
- 1958年
  - 4月1日 筑豊短期大学に改称[注 5]。
  - 5月1日 学生数[9]/定員
    - 法科
      - 第一部 119[注 6]/300
      - 第二部 272[注 7]/300
- 1959年
  - 4月 大憲塾法学院と九州労働短期大学が合併により学校法人西日本短期大学を設置。短期大学名を西日本短期大学と改称[10]。大憲塾法学院は西日本法律専門学校に改組
- 1962年
  - 4月 法人および西日本短期大学を八女市に移転
- 1967年
  - 4月1日 以下の学科を増設する[11]。
    - 造園科 入学定員100名[12]

  - 5月1日 学生数[13]/定員
    - 法科 
      - 第一部 175[注 8]/300
      - 第二部 225[注 9]/300

    - 造園科 105[注 10]/100
- 1973年
  - 4月1日 法科のキャンパスを八女市から福岡市中央区に移転。
- 1984年
  - 4月1日 造園科を八女市[注 11]から福岡市中央区に移転[注 12]。
- 1992年
  - 4月1日 糸島郡二丈町に二丈キャンパスを取得。
  - 5月1日 学生数[注 13]/定員
    - 法科
      - 第一部 1,021[注 14]/200
      - 第二部 287[注 15]/200

    - 造園科 354[注 16]/200
- 1996年
  - 4月1日 学校法人を八女市から福岡市中央区に移転。西日本法律専門学校を廃止
- 1999年
  - 5月1日 学生数[20]/定員
    - 法科
      - 第一部 433[注 17]/200
      - 第二部 72[注 18]/200

    - 造園科 317[注 19]/200
- 2003年
  - 3月 介護福祉士養成施設の指定を受ける
  - 4月1日 以下の学科を増設する[21]。
    - 社会福祉学科 入学定員80名
- 2005年
  - 3月 保育士養成施設指定を受ける
  - 4月1日 以下の学科を増設する[22]。
    - 保育学科 入学定員75名

  - 同 以下の学科について入学定員減を行う。
    - 法科
      - 第一部 100→80
      - 第二部 100→50
- 2006年
  - 4月1日 造園科を緑地環境学科に名称変更[23]。
  - 同 法科第二部の学生募集を最終とする[注 20]。
- 2007年
  - 4月1日 法科を法学科に改称[24]。
  - 同 学科の入学定員を以下の通り変更する。
    - 法学科 130→110
      - 第一部→昼間主コース 入学定員80名
      - 第二部 入学定員50名→夜間主コース 入学定員30名

    - 緑地環境学科 95→90
    - 保育学科 75→100
- 2008年
  - 4月1日 以下の学科を増設する[25]。
    - 健康スポーツコミュニケーション学科 入学定員40名
    - 別科日本語研修課程  入学定員60名[26]

  - 同 以下の学科を入学定員減とする[25]。
    - 法学科昼間主コース 80→50
    - 緑地環境学科 90→80
- 2009年
  - 3月30日 左記をもって法科第二部を正式に廃止する[27]。
- 2010年
  - 4月1日 別科日本語研修課程の入学定員を60→100に増員[28]。
- 2011年
  - 4月1日 以下の学科を置く[29]。
    - メディア・プロモーション学科 入学定員40名

  - 同 以下の学科を定員減とする[29]。
    - 法学科
      - 夜間主コース 30→20

    - 緑地環境学科 80→70
    - 社会福祉学科 80→60
- 2014年
  - 3月31日 法学科夜間主コースを正式に廃止[30]。
- 2018年
  - 4月1日 法学科をビジネス法学科に名称変更[31]
- 2019年
  - 4月1日 以下の学科を入学定員減とする[32]。
    - ビジネス法学科 70→60
    - 緑地環境学科 70→60
    - 社会福祉学科 60→50
- 2020年
  - 4月1日 以下の学科を入学定員減する[33]。
    - ビジネス法学科 60→50
    - 緑地環境学科 60→50
    - 健康スポーツコミュニケーション学科 40→30
- 2021年
  - 4月1日 保育学科の入学定員を100→90に減員[34]。

## 基礎データ

### 所在地
- 福浜キャンパス（福岡県福岡市中央区福浜1-3-1）
- 二丈キャンパス（福岡県糸島市二丈深江2324-2）

### 象徴
- カレッジマークは、頭文字の『N』をモチーフに、太陽系、大宇宙を表現し、その中心にある太陽からは、

光・空気・水が渦を巻くように溢れ、それに感謝する「報恩感謝」の精神を示している。
- オリジナルのカレッジマークは右記資料を参照[3]。

### 校歌
- 『この道を歩いて来たから』（作詞・作曲：財津和夫）[35]

## 教育および研究

### 組織

#### 学科
- ビジネス法学科
  - 商経ビジネスコース
  - 公務員コース
  - 編入学コース
  - アジアビジネスコース
- 緑地環境学科
  - 造園芸術コース
  - ガーデンデザインコース
  - 自然環境デザインコース
- 社会福祉学科
- 保育学科
- 健康スポーツコミュニケーション学科
  - フィットネストレーナーコース
  - キッズスポーツコース
- メディアプロモーション学科：＜モデル・女優＞、＜声優・レポーター＞、＜タレント・アーティスト＞の各系列がある。

### 過去にあった学科
- 法科
  - 第一部  入学定員80名[注釈 1]→昼間主コース 入学定員50名[29]
  - 第二部 入学定員50名[注釈 1]→夜間主コース 入学定員20名[29]

#### 専攻科
- なし

#### 別科
- 日本語研修課程

##### 取得資格について
- 緑地環境学科では、測量士補・樹木医補資格が其々卒業時の申請により取得可能。指定科目の単位を得ると2級ビオトープ計画管理士一部試験免除の資格を得られる。
- 社会福祉学科では、介護福祉士資格が取得できる。
- 保育学科では、保育士資格・幼稚園教諭二種免許状が取得できる。
- かつて法学科の前身である法科では教職課程として中学校教諭二種免許状（社会）が設置されていた[注 21]。
- 健康スポーツコミュニケーション学科では、衛生管理者資格が卒業時の申請により取得できるようになっている。
- その他、詳細はホームページを参照にされたい。

### 研究
- 『西日本短期大学大憲論叢』[37]
- 『西日本短期大学造園学研究論集』[38]
- 『社会福祉学科紀要』[39]

## 学生生活

### 部活動・クラブ活動・サークル活動
- 西日本短期大学におけるクラブ活動一覧（一部）
  - 体育系：水泳・野球・サッカー・バスケットボール・バレーボール・バドミントンほか
  - 文化系：茶道・児童文化・吹奏楽ほか

### 学園祭
- 西日本短期大学の学園祭は毎年、概ね11月に実施されている。ニ丈キャンパスでは「秋の感謝祭」と称したイベントが催される。

## 大学関係者
- 宇賀田順三 - 初代学長
- 江口繁 - 学長
- 今木清志 - 演出家、プロデューサー、メディア・プロモーション学科教授、副学科長。元テレビ朝日番組プロデューサー

## 主な卒業生
- 比田勝尚喜 - 長崎県対馬市長
- 岩田順介 - 衆議院議員

## 施設

### 福浜キャンパス
- 使用学科：ビジネス法学科・緑地環境学科・社会福祉学科・保育学科・健康スポーツコミュニケーション学科・メディアプロモーション学科
- 使用専攻科：なし
- 使用附属施設：なし
- 交通アクセス：JR鹿児島本線・山陽新幹線博多駅下車。
- 西鉄バス

博多駅前からは300・301・303・305番系統都市高速経由で｢伊崎｣下車徒歩4分。または博多バスターミナルからは68番系統福浜行で終点下車、または300・306番系統都市高速経由で｢伊崎｣下車徒歩4分。
天神1A乗り場から300・301・303・W1系統都市高速経由で｢伊崎｣下車徒歩4分、または同乗り場から61・68番系統福浜行で終点下車。
福岡市営地下鉄空港線唐人町駅下車徒歩15分。
北緯33度35分53.1秒 東経130度22分0.8秒

#### 設備
- 本館：図書館がある。
- 1号館
- 2号館：製図室やデザイン実習室がある
- 3号館：体育館や学生食堂、茶室などがある。
- 4号館：保育学科棟になっている。

### 二丈キャンパス
- 使用学科：緑地環境学科
- 使用専攻科：なし
- 交通アクセス：JR筑肥線筑前深江駅下車 。徒歩30分
- 設備：工房・雨天実習棟・見本庭園などがある。

北緯33度30分29秒 東経130度7分51.7秒

#### 設備
- コテージ教室
- 温室
- 雨天実習棟
- ミニ庭園
- 日本庭園

### 寮
- 「ウィンズ西公園」や「ウィンズ大濠」などの委託寮がある。

## 社会との関わり
- 地域との交流を深めることのねらいから、「ふれあい祭り」が同短大と地域住民やボランティア団体と連携して行われている。
- ほか、学生のより高い専門性と幅広き見識を養うことのねらいから一般講座を実施している。

## 卒業後の進路について

### 就職実績（過去5年間）[40]
- 一般企業・公務員系：

添田町役場、 福岡市消防局、九州旅客鉄道・NTTマーケッティング・ソフトバンクモバイル・岩田屋三越・九州マツダ・ファイブフォックス・ワールドストアーパートナーズ　ほか一般企業や官公庁、各種社会福祉施設など。
- 緑地環境系：

九州：
内山緑地建設、古賀緑地建設、積和建設九州、若松緑地建設、旭日緑化建設、愛香園、安藤造園土木、原田緑地建設、中村緑地建設、平田ナーセリー、まほろば自然学校、アーバンデザインコンサルタント、アーバンリゾート筑紫ヶ丘ゴルフクラブ、井長グリーン産業、栄住産業、ABCフラワー、エスティ環境設計研究所、M'sDS、大橋グリーン、香椎造園、九州グラウンド、窪田造園、倉八園芸、小山千緑園、斉藤広盛園、サクラグリーン、山栄緑化、執行茂寿園、樹蘭、総合緑化コガキュー、素鶴園、第一園芸、TAISEI.gu凛、高尾造園、高嶋造園、田主丸緑地建設、花かご、花工房ガラージュ、花日記、花のチモト、花ののぐち、はな道、葉菜葉菜、パシフィックコンサルタンツ、馬場大成園、万代園、福田造園、藤田造園、藤吉園芸場、フラワーパーク、別府梢風園、みとま花園、都造園、村純、森園芸場、モロトミ園芸、山田園芸場、 江里口造園、 高取造園土木、 葉隠緑化建設、ベニハナ、山田造園、浮羽園、八江農芸、ザ　ウェディングタウンクマモト、宮崎園芸、桂植木
関東・東日本：
エイチ・アイ・エス、昭和造園、ランデック、庭良
関西・京都：
植芳造園、江夏庭苑事務所、江見景集園、小西造園、樋口造園、優樹造園、大西東山造園、竹中庭園緑化、ユニバーサル園芸社、辻井造園、舟橋植木、中嶋造園、石勝エクステリア、関西造園土木
中国・四国：
下関市役所、（一般財団）公園財団、渡部造園、繁農園、常盤地下工業、河崎組、西条庭園、やつかの郷、水野造園
- 社会福祉系：

福岡徳洲会病院、早良病院、菅原病院、三樹病院、福岡市社会福祉協議会、糟屋子ども発達センター・さくら園 ほか各種社会福祉施設。
- 保育士系：

日田市職員（保育士）、伊万里市役所（臨時保育士）、宇美町役場(臨時保育士）、志免町立亀山保育園(嘱託）、長門市役所（臨時保育士）ほか福岡県内外の私立保育園・幼稚園。
- 健康スポーツ系：

福岡市立障がい者スポーツセンターさん・さんプラザ、北九州市障害者スポーツセンター、小倉リハビリテーション病院、 河合楽器製作所体育事業部、 木下スポーツクラブ、ホテル日航フィットネスクラブ、スポーツクラブNAS、スポーツクラブルネサンス、 カーブス ほか各スポーツ施設および一般企業。

### 編入学・進学実績[41]
- 法・商・文学系：

佐賀大学・琉球大学（夜間主）・愛媛大学（夜間主）・福島大学・中央大学・帝京大学・国士館大学・福岡大学・九州産業大学・久留米大学・筑紫女学園大学・九州国際大学・大阪経済法科大学・創価大学・桃山学院大学・沖縄国際大学
- 緑地環境・芸術系：

和歌山大学・愛媛大学・島根大学・東京農業大学・福岡工業大学・九州産業大学・長岡造形大学・京都造形芸術大学・神戸芸術工科大学・神戸山手大学・大阪産業大学・南九州大学・九州東海大学（現・東海大学）
- 社会福祉系：

日本社会事業大学・日本福祉大学・西南学院大学・西九州大学・熊本学園大学
- 保育系：

中村学園大学・梅光学院大学・福岡女学院大学

## 附属学校
- 西日本短期大学附属高等学校